# Hafei

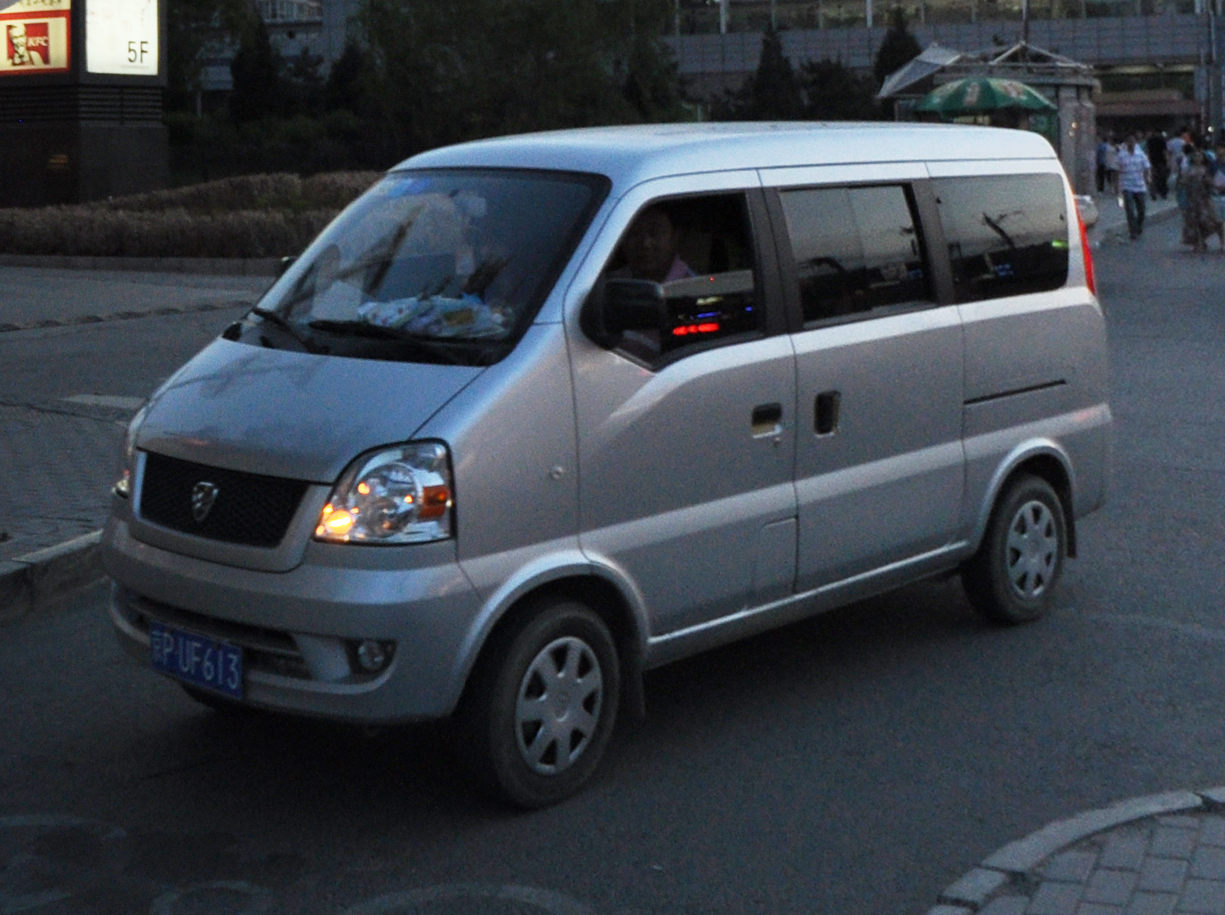
Hafey Minyi M408

Hafei, oficialmente Hafei Motor Co., Ltd. (em chinês: 哈飞汽车), foi uma montadora chinesa que fabricava sedans, minivans, vans e pequenos caminhões para uso comercial. A montadora fazia parte da Aviation Industry Corporation of China até 2009, quando foi adquirida pela Chang'an Automobile Group. Desenvolveu diversos veículos em parceria com a empresa de design italiana Pininfarina. Alguns modelos da Hafei foram comercializados no Brasil pela Effa Motors e CN Auto.
Em 2015, a Changan anunciou que descontinuaria toda a produção da Hafei e converteria as linhas existentes para atender a Changan Ford. 

## Polo de produção
A montadora tinha instalações de produção no nordeste da China.

## Veículos
- Hafei Towner
- Hafei Start